# Сурчин
Сурчин је градско насеље у Србији и седиште истоимене градске општине у граду Београду. Налази се у југоисточном Срему, приближно 26 km западно од средишта Београда. Према попису из 2022. било је 20.602 становника.

## Етимологија
Највероватније порекло имена Сурчина лежи у прасловенском термину *svьrkъ, која значи цврчак. Овај термин лежи у корену имена средњовековног града Сврчина на Косову.

## Историја

### Праисторија и антички период
Сурчин није био предметом систематског археолошког истраживања, тако да је највећи део остатака пронађен захваљујући раду повереника Археолошког музеја у Загребу (попут А. Потурчића) или хрватских археолога Јосипа Бруншмида и Виктора Хофилера, који су објављивали радове о остацима пронађеним током обрада њива почетком 20. века. Најстарији римски остаци припадају почетку нове ере. Пронађена је и некропола која се такође датира на почетак нове ере. На романизацију овог подручја упућују бронзани и сребрни новчићи са ликовима царице Агрипине, цара Хадријана и царице Сабине.

Године 1909. откривен је први епиграфски споменик. Откривен испред куће Цвеје Миљуша, овај фрагмент олтара је пренет у Археолошки музеј у Загребу. Фрагмент је садржао натпис:
Cornvt(us)|V(otum) s(olvit) l(ibens) m(erito).

Корнут завет сачини, добровољно и прописно.
Током радова на рестаурацији цркве Свете Петке, откривено је да је у западни зид цркве узидан олтар римском богу Јупитеру, израђен од жућкастог кречњака. На олтару стоји натпис:
I(ovi) O(ptimo) M(aximo)| Ael(ius) Mar|cianus| pro se e|t svis| v(otum) p(osvit) l(ibens) m(erito).

Јупитеру, Најбољем и Највећем, Елије Марцијан за себе и свој завет постави, добровољно и прописно.
Палеографском анализом утврђено је да је споменик највероватније из друге половине 2. века.
Античко име Сурчина није познато, као ни његов статус. Вероватно је у питању било село (vicus) или земљопоседничко имање (villa rustica), у близини предримског (келтског) насеља. У римско време Сурчин је лежао на важном путу Taurunum-Bassianae-Sirmium (Земун-Басијана-Сремска Митровица). Са југа је Сурчин био омеђен Савом. Може се претпоставити да су већ у римско време ископани дренажни канали, данашња Галовица и Јарчина. Данашња Бојчинска шума је остатак некадашњих густих шума које су обухватале читаву област данашње општине Сурчин.
Једини локалитет који представља изузетак од генерално неистраженог Сурчина јесу Калуђерске ливаде, које припадају атарима Сурчина и Јакова. Пронађени остаци Латенске културе сведоче о томе да је на простору Калуђерских ливада постојало келтско насеље, на чијим основама се развило земљопоседничко имање (о чему сведочи чињеница да су пронађени искључиво земљораднички предмети) које је вероватно постојало у континуитету од првог до четвртог века (о чему сведоче пронађени новчићи). У питању је вишеслојно археолошко налазиште.
Пронађени археолошки остаци сведоче о раширеном келтском култу Диспатера и Персефоне у читавом овом делу Срема, укључујући и простор данашњег Сурчина.

### Период угарске власти (до 1521)
Капитол цркве Светог Стефана од Коа (Баноштора) обавестио је 1404. године угарског краља Жигмунда Луксембуршког да су његови изасланици, заједно са краљевим представником, увели у посед Јаноша, сина мачванског бана Јаноша од Моровића, у низ поседа у Сремској жупанији који су раније уживали синови Ђерђа од Сакуле (највероватније данашњи потес Сакула код Деча), Иштван, Ђерђ и Михаљ, а које су изгубили због наводне велеиздаје. У низу села која су тада предата, налази се и Сурчин, чији је ово први помен у историјским изворима.
Сурчин је током 15. века запустео, и заједно са још неколико околних (такође запустелих) села у околини Земуна пре 1488. године угарски краљ Матија Корвин даровао властелину Дмитру Потречићу, који је населио и обновио Сурчин и бар део других места. Курија Дмитра Потречића се налазила у Добановцима.

### Период османске власти (1521—1718)
Сурчин је под османску власт потпао негде у време османског освајања Београда (1521), када је трајно запоседнут Земун. Од оснивања Сремског санџака са центром у Осијеку (1543), Сурчин је био делом Земунске нахије. Сурчин је био једино село у нахији које је током читавог 16. века имало сеоске кнезове.
Према попису из 1546. године, Сурчин је имао 31 домаћинство, а 1568. 35 домаћинстава. С обзиром на османску политику која у Сремском санџаку није одвајала фамилије да би добила што већи број пореских кућа (вероватно ради подстицања миграција становништва ка слабо насељеним пределима бивше Угарске), извесно је да је број стварних породица у Сурчину био већи од пописаног броја.
Према попису Земунске нахије из 1568. године, Сурчин са мезром Микула је имао следећа домаћинства: Кнез - Вујин Петар, Јован - поп, Новак Нико, Пејо Степан, Лазар Маринико, Никола Радивој, Стојан Селак, Радича Дмитар, Драгојло, Цветко Рајко – доселац, Степан Радосав, Манојла Радосав, Радоба Јован, Вук Вукман, Вукосав Степан, Никола - слепац, Ђура Вилајић, Михајло Степан, Никола Радован, Петар Никола, Рале Радука, Милош - глумац, Раја Лучић, Цветко Херак, Вукман Раден, Никашин Вукман, Радича Јован, Радука Вук, Никола Пириба, Ђурађ (нечитко), Павал зет Вучко[в], Томаш Радивој.
| Приходи Сурчина са мезром Микула (1568) |           |
| --- | --------- |
| \| порез \| износ \| \| ---------------------------------- \| --------- \| \| приход од ушура и намета \| 5372 акче \| \| пшеница, 95 мерица \| 1330 акчи \| \| јечам и раж, 120 мерица \| 720 акчи \| \| просо, 100 мерица \| 700 акчи \| \| порез на сено, бостан и дрва \| 408 акчи \| \| ушур на ширу, пинти 80 \| 800 акчи \| \| порез на сепет \| 8 акчи \| \| овчарина \| 750 акчи \| \| торовина \| 150 акчи \| \| ушур на кошнице \| 80 акчи \| \| ушур на лан и конопљу \| 15 акчи \| \| ушур од сочива, боба, граха и репе \| 11 акчи \| \| ушур од купуса \| 13 акчи \| \| ушур на паприку и црни лук \| 8 акчи \| \| младарина \| 96 акчи \| \| пољарина \| 88 акчи \| \| порез на винску бурад \| 45 акчи \| \| порез на тапије \| 15 акчи \| \| порез на свиње \| 60 акчи \| \| порез на Божић \| 40 акчи \| \| бадухава \| 35 акчи \| \| тапија на цркве \| 60 акчи \| |           |
| порез | износ     |
| приход од ушура и намета | 5372 акче |
| пшеница, 95 мерица | 1330 акчи |
| јечам и раж, 120 мерица | 720 акчи  |
| просо, 100 мерица | 700 акчи  |
| порез на сено, бостан и дрва | 408 акчи  |
| ушур на ширу, пинти 80 | 800 акчи  |
| порез на сепет | 8 акчи    |
| овчарина | 750 акчи  |
| торовина | 150 акчи  |
| ушур на кошнице | 80 акчи   |
| ушур на лан и конопљу | 15 акчи   |
| ушур од сочива, боба, граха и репе | 11 акчи   |
| ушур од купуса | 13 акчи   |
| ушур на паприку и црни лук | 8 акчи    |
| младарина | 96 акчи   |
| пољарина | 88 акчи   |
| порез на винску бурад | 45 акчи   |
| порез на тапије | 15 акчи   |
| порез на свиње | 60 акчи   |
| порез на Божић | 40 акчи   |
| бадухава | 35 акчи   |
| тапија на цркве | 60 акчи   |

Будући да је ово био први попис на коме се од становника Сурчина узимао порез на винску бурад, могуће је да је у периоду између 1546. и 1568. у Сурчину почео узгој винове лозе.
Према попису Земунске нахије из 1578/9. године, Сурчин са мезром Микула је имао 30 домаћинстава и једну удовицу. Тадашњи кнез села је био Вујин Петар. Други домаћини у селу били Павун Степан, Живко Јован, Ђуро Вукашин, Милула Станишин, Димитре Јован, Михајло Радоња, Стојан Селак, Марко Радојица, Радоје Петко, Новак Рајко, Вучко Рајко, Степан Радосав, Радован Никола, Војин Радосав, Димитрашин Радован, Дуја влах, Никола Ђурић, Ђурица влах, Вукашин Вукман, Цветко Панић, Димитре Михаил, Петар Никола, Дабижив Панић, Рељина Бојан, Раја Јочић, Никола Пирија, Вукман Радојин, Никола Никашин, Павал доселац, Димитре доселац, упражњена баштина Томаша Радоње, упражњена баштина Ђурђа доселца, удовица Тодора.
| Приходи Сурчина са мезром Микула (1578/1579) |           |
| --- | --------- |
| \| порез \| износ \| \| ------------------------------------ \| --------- \| \| приход од ушура и намета \| 6875 акчи \| \| пшеница, 100 мерица \| 4725 акчи \| \| јечам и раж, 80 мерица \| 480 акчи \| \| зоб, 15 мерица \| 60 акчи \| \| просо, 70 мерица \| 490 акчи \| \| порез на сено, бостан, дрва и остало \| 1664 акче \| \| ушур од шире, 120 пинти \| 1200 акчи \| \| овчарина \| 570 акчи \| \| торовина \| 132 акче \| \| ушур од кошница \| 175 акчи \| \| порез на сепет \| 20 акчи \| \| ушур од белог и црног лука \| 45 акчи \| \| ушур од лана и конопље \| 27 акчи \| \| ушур од сочива, боба, граха и репе \| 35 акчи \| \| ушур од купуса \| 22 акче \| \| младарина \| 90 акчи \| \| пољачина \| 40 акчи \| \| порез на винску бурад \| 45 акчи \| \| порез на тапију \| 54 акче \| \| порез на Божић \| 35 акчи \| \| порез на свиње \| 75 акчи \| \| ушур од воћа \| 6 акчи \| \| порез на удовице \| 6 акчи \| \| бадухава \| 114 акчи \| |           |
| порез | износ     |
| приход од ушура и намета | 6875 акчи |
| пшеница, 100 мерица | 4725 акчи |
| јечам и раж, 80 мерица | 480 акчи  |
| зоб, 15 мерица | 60 акчи   |
| просо, 70 мерица | 490 акчи  |
| порез на сено, бостан, дрва и остало | 1664 акче |
| ушур од шире, 120 пинти | 1200 акчи |
| овчарина | 570 акчи  |
| торовина | 132 акче  |
| ушур од кошница | 175 акчи  |
| порез на сепет | 20 акчи   |
| ушур од белог и црног лука | 45 акчи   |
| ушур од лана и конопље | 27 акчи   |
| ушур од сочива, боба, граха и репе | 35 акчи   |
| ушур од купуса | 22 акче   |
| младарина | 90 акчи   |
| пољачина | 40 акчи   |
| порез на винску бурад | 45 акчи   |
| порез на тапију | 54 акче   |
| порез на Божић | 35 акчи   |
| порез на свиње | 75 акчи   |
| ушур од воћа | 6 акчи    |
| порез на удовице | 6 акчи    |
| бадухава | 114 акчи  |

Према попису Земунске нахије проведеном између 1588. и 1596. године, Сурчин је имао 27 домаћинстава. Кнез села био је Вук Павловић. Други домаћини били су: Степа Радосав, Петко Ћурка, Живко Јован, Стојан Селак, Степан Новак, Огњен Сојат, Никола Прибић, Радул Вукман, Вучко Рајко, Вукман Раде, Никола Лучић, Пава Јован, Петко Михајло, Живко Новак, Цветоје Ранко, Димитре Јован, Живко Радука, Владин Радосав, Радул говедар, Лукач доселац, Петко Вук, Милија Бабић, Ковач доселац, Радоје Гинић, Павун Степан, Ђура Вукашин, Димитре Михаш.
| Приходи Сурчина са мезром Микула (1588/1596) |           |
| --- | --------- |
| \| порез \| износ \| \| ------------------------------------------------------------- \| --------- \| \| приход од ушура и намета \| 8500 акчи \| \| пшеница, 150 мерица \| 2550 акчи \| \| суражица, 110 мерица \| 880 акчи \| \| просо, 120 мерица \| 1080 акчи \| \| порез на сено, дрва, бостан и остало \| 1300 акчи \| \| ушур од шире, пинта 100 \| 1200 акчи \| \| порез на сепет \| 20 акчи \| \| овчарина и торовина \| 692 акче \| \| ушур од кошница \| 300 акчи \| \| ушур од лана и конопље \| 27 акчи \| \| ушур од сочива, граха, боба, репе \| 35 акчи \| \| ушур од купуса, белог и црног лука \| 67 акчи \| \| ушур од воћа \| 10 акчи \| \| младарина \| 90 акчи \| \| пољачина са порезом на тапију \| 40 акчи \| \| порез на свиње, са порезом на Божић и порезом на винску бурад \| 155 акчи \| \| бадухава \| 45 акчи \| |           |
| порез | износ     |
| приход од ушура и намета | 8500 акчи |
| пшеница, 150 мерица | 2550 акчи |
| суражица, 110 мерица | 880 акчи  |
| просо, 120 мерица | 1080 акчи |
| порез на сено, дрва, бостан и остало | 1300 акчи |
| ушур од шире, пинта 100 | 1200 акчи |
| порез на сепет | 20 акчи   |
| овчарина и торовина | 692 акче  |
| ушур од кошница | 300 акчи  |
| ушур од лана и конопље | 27 акчи   |
| ушур од сочива, граха, боба, репе | 35 акчи   |
| ушур од купуса, белог и црног лука | 67 акчи   |
| ушур од воћа | 10 акчи   |
| младарина | 90 акчи   |
| пољачина са порезом на тапију | 40 акчи   |
| порез на свиње, са порезом на Божић и порезом на винску бурад | 155 акчи  |
| бадухава | 45 акчи   |

Раја мезре Микула (у близини поменутог села), према истом попису, плаћала је ушуре и намете у висини од 500 акчи.
Кретање броја пореских кућа Сурчина са мезром Микула током 16. века изгледа овако:Кретање прихода од села Сурчин са мезром Микула током друге половине 16. века изгледа овако:
Сурчин је током 16. века доживео знатни успон овчарства, док је свињарство било у умереном успону. Сурчин је такође био једно од малобројних места која су имала сеоског говедара. Број оваца у Сурчину током 16. века кретао се овако:Број свиња у Сурчину кретао се овако:
Према пописима из 1577/8. и после 1588, Сурчин је био једно од села Земунске нахије које је плаћало порезе на риболов и квашење лана у барама око Саве.
Према иџмал-дефтеру састављеном 1636. године, Сурчин је давао 20.125 акчи пореза.
У току Великог бечког рата (1683—1699) аустријска војска је заузела и јужну Угарску. Но, Сурчин је остао у оном делу Срема који је Карловачким миром поново припао Османском царству (источно од граничне линије Сланкамен:-Моровић).
Тек после избијања новог хабзбуршко-османског рата (1716—1718), Сурчин је припао Хабзбуршкој Монархији. Главни заповедник аустријске војске, војвода Еуген Савојски, забележио је у свом дневнику за 31. јул 1716. да га је ухода по имену Нешко из Ирига обавестио да су се Татари налазили код Сурчина и Фенека, вероватно у склопу припрема за Петроварадинску битку.

### Период хабзбуршке власти (1718—1918)

#### Сурчин у поседу Коморе и Шенборна (1718—1747)
После потписивања Пожаревачког мира (21. јул 1718) Турски Срем је прешао у руке хабзбуршке Дворске Коморе. Турски Срем је подељен у четири провизората, од којих је један био сурчински.
Током децембра 1717. први пут су хабзбуршке власти пописале домаћинства у Турском Срему. Тада је у Сурчину забележено 50 домаћинстава. Према спецификацији из 21. јуна 1718. за потребе обнове београдске тврђаве из Сурчина је лиферовано 200 хвати (око 380 m) дрвне грађе, углавном за огрев. За ово је становништву Сурчина исплаћено 80 форинти.
Иако је од свих хабзбуршких земаља освајања вршила искључиво војска Аустрије, због чега је Сурчин требало да постане дворска коморска област, Беч је закључио да би приходи били превише ниски да би царска каса профитирала. Стога је Сурчин, као и велики део Славоније и Срема, прошао кроз процес декамерализације (продат је у приватно власништво) 1728. године. Сурчин је, са Сурдуком, предат племићкој породици Шенборна (Schönborn), чији је главни представник у Угарској, Фридрих Карл, такође био вицеканцелар Светог Римског Царства.
Споредни двор грофова Шенборна налазио се у Сурчину. Двор са споредним зградама и забраном у којима су чувани и храњени властелинови јелени, тешко да је икад посетио сам властелин. Овакви дворови служили су да се скупљају дажбине и евентуално да члан властеоске породице дође и покупи дажбине, успут прегледавајући пословање са каквим контролним органом.
По злу је у народу властелинства Шенборна остао августинац Франц Колхунт, не само управник реченог властелинства, већ и државни чиновник - контролор, харминцар у Митровици и оберинспектор. Нашавши се у Срему од 1726, Колхунт је на све начине покушавао да повећа дажбине и работе становништва. Колхунт се сместио у стану у Сурчину, чији су мештани лично трпели од њега. Стога су Сурчинци писали да је 
…пропишчало у нас и материно млеко, којега јесмо сисали, од његове неправде и страпацирања: да већ и марфу своју, волове своје и коње, од његова кулука погубили…
Осим што су сељаци морали да му копају, везују, чувају и беру винограде, морао је један човек, лети и зими, да чува и храни његове јелене, и то лети травом, а зими сеном, јечмом и кукурузом. Жалбу кнезова села земунског властелинства потписао је и сурчински кнез Никола Пурин.
Сурчински протопоп Чудомир је учествовао на сабору Карловачке митрополије 1726. године.
Пре 1732. Сурчин је имао православну цркву изграђену од плетера, са кровом од шиндре. Из 1732. је натпис на надгробној плочи од белог камена која садржи име извесног Недељка Милошева и његов датум упокојења (22. октобар 1732). Овај гроб је пренесен у западни портал цркве, где се и данас налази. Према извештају начињеном наредне године, поменута црква од плетера прокишњавала на више места. Вероватно је римски жртвеник у овој цркви коришћен као стуб за трпезу у олтару.

Према попису проведеном у Срему 1736/7, Сурчин је имао 72 домаћинства. По презименима се види да је становништво Сурчина било скоро у потпуности (ако не и у потпуности) српско. Пописани домаћини били су:
Schivan Milodinovich, Serdan Velich, Marian Stepanovich, Stepan Posin, Jovan Sabin, Stanisau Radonich, Gaja Rakich, Maleda Momsilovich, Staja Thusanin, David Radovanovich, Jovica Selseki, Jangeo Bibarovich, Seredin Gosdin, Stanisa Gostich, Jovan Rankof, Gyra Ramanovich, Radosav Mali, Joviza Babin, Thodor Knesovich, Jangeo Derdenevac, Vasa Romanovich, Andrea Velich, Tribun Stoja, Lubingeo Lausch, Jossim Banin, Jurad Serdanof, Mirco Twerdenievaz, Nicola Burrich, Jefda Cyprianof, Stoick Ignadof, Pablo Arsenia, Nenad Radovanovic, Stoico Jobin, Gersa Rakig, Radovan Scurianez (веома стари човек), Pokdan Jukig, Lasar Jossimof, Schifoin Nenadof, Stoico Adanof, Jovan Sabin, Radosav Banin, Nicola Seculin, Pablo Simin, Jovan Vesselinof, Stoja Prussarovic, Della Jobin, Ivan Sellenich, Damian Gusanof, Cosda Gerck, Marco Gobedar, Schivan Corravi, Jovan Galla, Jangco Urrosovich, Gruiza Subodin (он је контузовани болесник), Schivan Vuckovich, Jakob Radolizich, Pedco Abacia, Schifco Jerkof, Lepoe Millosevich, Jacksa Gerstin, Janko Jozic, Daba Glogonaz, Jurad Flascalia, Babal Tollinzanin (богаљ), Jella Wittib, поп – Jovan, кнез – Taico Momsilovich, ешкут – Nicola Panich, биров - Stannimir Nicolich, Schivan Ranisablovich – државни пандур, Ranisav Ningcovich – петроварадински пандур, вармеђ – Wesselin Safkovich.
| Категорија                              | Износ |
| --------------------------------------- | ----- |
| Стареш. порез. (сељаци)                 | 71    |
| Ожењена браћа и синови                  | 26    |
| Браћа и синови старији од 15 год. (неж) | 2     |
| Удовице с поседом                       | 1     |
| Укућани                                 | 5     |
| Коњи                                    | 114   |
| Волови                                  | 160   |
| Краве и јунци                           | 245   |
| Овце и козе                             | 358   |
| Свиње                                   | 167   |
| Кошнице пчела                           | 393   |
| Јутра ораће земље                       | 260   |
| Јутра сенокосних ливада                 | 188   |

Разграничење Војне границе са Провинцијалом обављено је 1745. године. Разграничење са Земунским властелинством Шенборна извршено је на штету потоњег: преко половине властелинства је прешло у јурисдикцију Војне границе. При том разграничењу остављен је и опис насеља. За Сурчин остављено је следеће:
Сурчин се налази на брежуљку, а насељен је Србима. У њему станује коморски провизор који надгледа читав сурчински округ. Хатар је велики, 3/4 сата хода у дужину, и исто толико у ширину. На северној и западној страни је пространа шикара и мале шумице. Има 800 јутара оранице и ливаде. На истоку је пустара Врбас, а међа је Каменска ханта. На југу су мочваре и Сава, а на западу село Јакобово (Јаково) са међом Орлово гнездо. На северу је пустара Бечмен, а међа је Винорена ханта. Са те стране територија Сурчина иде све до пустара Митровчић и Твердново. Овде нема шума, а ни винограда. Сурчин је од Београда удаљен 2 немачке миље.
Подаци о порезу из реченог извештаја су следећи:
| Број сесија                                        | 23,5                           |
| Контрибуција речених сесија                        | 307 форинти и 12,5 динара      |
| Терестрални ценз властелину                        | 259 форинти и 87,5 динара      |
| Властелински ценз са 6% интереса од капиталне суме | 4331 форинта и 29 14/24 динара |
| Властелински ценз са 5% интереса од капиталне суме | 5197 форинти и 50 динара       |
| Властелински ценз са 4% интереса од капиталне суме | 6496 форинти и 87,5 динара     |

#### Сурчин као део Војне границе (1747—1881)
Хабзбуршке власти су 1747. основале Петроварадински граничарски пук (Petrowaradeinner National-Infantrie Regiment No 5; од 1768. године Petrowaradeinner National-Infantrie Regiment No 9). Седиште пука налазило се у Митровици, у данашњој згради Историјског архива Срем. Петроварадински граничарски пук био је састављен од 12 компанија (сатнија, чета). Заповедништво једне компаније налазило се у Сурчину.
Пописом свештенства у Петроварадинском граничарском пуку 1749, комесар Фон Фелфрајх је утврдио да је у Сурчину потребно ангажовати још једног православног свештеника. Према попису наредне године, Сурчин је имао православну цркву од брвана. Према подацима из 1755. године, сурчински протопопијат је имао 15 ограђених и 5 неограђених гробаља, те 2 непознатог статуса. Тиме је сурчински протопопијат имао најбоље уређена гробља у читавој Војној Граници. Архимандрит манастира Савине, Симеон Марковић, прикупљао је милостињу за манастир 1756. и на територији Сурчинског протопопијата по дозволи митрополита Павла Ненадовића. По подацима из 1758. тадашњи митрополит Павле Ненадовић је од сурчинског протопопијата узимао 42 форинте од државе на име црквеног десетка. У том моменту Сурчин није имао школе нити магистра. Сеоски кнез био је Василије Јовановић, а парох Илија Томашев. Црква је у том моменту, по извештају егзарха Пахомија Кнежевића, имала ограђену порту, а гробље је било још неограђено.
Због велике глади која је задесила простор Лике, Крбаве и остатка Горње крајине 1764. године, Славонско-сремска генерална команда (Војне Границе) је дозволила пресељавање личких породица на простор Срема. Око 400 породица, хрватских и српских је тада прешло из Лике. Хрвати су насељени у Голубинце, Стари и Нови Сланкамен, те Сурчин, док су Срби насељени на простору читаве Петроварадинске регименте (али углавном уз Дунав). За ту миграцију треба везати и нагли пораст домаћинстава у Сурчину 1760-их. Иако је царска власт касније захтевала да се поменуте породице граничара врате, компаније су, из својих разлога, криле личке граничаре или водиле неуредну евиденцију. Но, из црквених књига се да утврдити да је у Сурчину било 12 таквих породица. Тих 12 породица се касније преселило у Смедеревски санџак у периоду 1774—1791. Нови граничари су обично добијали земљу од граничарских генералних команди, али има и изузетака: пресељеник Божо Суџуковић је од двојице граничара у Сурчину добио бесплатно 14,5 јутара земље, док је Дмитар Дејановић из Куле у Лици преселио у Сурчин и добио бесплатно земљу од граничара Јелешевића.
У периоду 1791—1810. чак 71 породица одселила се из Сурчина, да би се из западних крајева доселило 17 породица у периоду 1810—1811. Узроци исељавања нису сасвим јасни, иако су се православне црквене власти интересовале за ову појаву још тада.
Кретање броја домова у Сурчину током 18. века изгледа овако:
Број становника је растао независно од броја домова. Механизмом адопције (усвајања) су у кућне задруге (бројане као домаћинства) без довољно мушкараца укључивани граничари из других предела. Тако је бивши слуњски граничар Јован Селаковић усвојен у задругу Стевана Тамбурића, пошто је у њој живео 11 година. Тако се и лички граничар Саво Зубовић доселио у задругу Кецман у Сурчину 1845. године, пошто су пре тога адоптирана два његова рођена брата, Максим и Дмитар.
Што се тиче прецизног броја становника, 1791. Сурчин је имао 526 становника, а 1808. 836 становника.
С обзиром на повећање броја празника које се дешавало и у православној и у римокатоличкој цркви током 16. и 17. века, царица Марија Терезија (1740—1780) била је приморана да изда Регуламент (1770), којим је захтевала од свих цркава да смање број заповедних (нерадних) празника. Због погрешних тумачења, како Регуламента, тако и Привилегија, највећи део српског народа схватио је да се Привилегије крше (пошто је њима гарантовано прослављање православних празника). Као сведок несналажења српског народа налази се и једна епизода из Сурчина: Прота сурчински, Аксентије Станисављевић, одбио је да служи богослужење 20. маја 1776. године (дан Светог Талалеја, по старом календару), објашњавајући народу да је празник укинут. Како је више од двадесет сурчинских породица славило славу тога дана, Сурчинци су то протумачили као доказ да је прота прихватио унију и веома су се узнемирили. У целом спору је морао да реагује и хоповски архимандрит Јован Јовановић, објаснивши да су Сурчинци који су дотичну славу славили могли и даље да славе у својим кућама. Регуламентом је укинут Сурчински протопопијат.
Данашња црква је изграђена 1777. у барокном стилу, и посвећена је Светој Петки Српској. Црква је једнобродна, са полукружном апсидом на источном крају и са хорским простором и троспратним звоником на западном крају. Вероватно је да је тада и старо гробље, које се налазило уз значајно мању пређашњу цркву, измештено. Иконостас цркве осликао је Стефан Гавриловић у периоду 1807—1809. године. Натпис посвећен Светој Петки на иконостасу цркве сведочи о њеном јаком култу у овом делу Срема.
Прва комунална школа у месту подигнута  је 1817.
Између 1820. и 1830. године, у склопу регулације тока реке Саве, у близини Сурчина прокопан је Галовички канал, тада познат и као Нови канал.
Следећи избијање Мађарске револуције у Угарској, српски депутати у Сремским Карловцима су прогласили оснивање Српске Војводине 1. маја 1848. Депутат села Сурчина на Мајској скупштини био је Јаков Михајловић. Тадашњи парох у Сурчину је саставио Списак за оружје способног људства.
Од средине 19. века почиње интензивнији талас миграција Немаца из Бачке, те се од тог доба појављују и Немци у Сурчину. Прве немачке породице стигле су у Сурчин 1864. године. Године 1869. установљена је и прва лутеранска конгрегација у Сурчину. Пошто је број лутерана у сремским насељима прешао 1000, 1879. је у Сурчину отворена лутеранска мисионарска жупа. Године 1869. основана је и немачка основна школа у Сурчину.
| вероисповест | 1815. | 1869. |
| ------------ | ----- | ----- |
| православци  | 562   | 1212  |
| римокатолици | 42    | 310   |
| лутерани     | 0     | 24    |
| унијати      | 0     | 1     |

Године 1873. у Петроварадинском пуку избила је епидемија колере. Према сачуваној статистици, од 1531 становника Сурчина, 17 је оболело и 5 умрло од колере.
Године 1880. извршен је попис Сремске жупаније, који је обухватио и Петроварадински пук. Према резултатима пописа, статистика Сурчина је следећа:
| вероисповест                     | укупно | мушкарци | жене |
| -------------------------------- | ------ | -------- | ---- |
| грко-источни (православни)       | 1382   | 718      | 664  |
| римокатолици                     | 340    | 166      | 174  |
| евангелисти аугзбуршке конфесије | 255    | 132      | 123  |
| израеилћани (јевреји)            | 5      | 2        | 3    |
| гркокатолици                     | 1      | 1        | 0    |
| евангелисти хелветске конфесије  | 1      | 1        | 0    |
| укупно                           | 1984   | 1020     | 964  |

| степен писмености          | укупно | мушкарци | жене |
| -------------------------- | ------ | -------- | ---- |
| зна читати и писати        | 425    | 244      | 181  |
| зна само читати            | 0      | 0        | 0    |
| не зна ни читати ни писати | 1167   | 561      | 606  |

| матерњи језик       | укупно | мушкарци | жене |
| ------------------- | ------ | -------- | ---- |
| хрватски или српски | 1597   | 819      | 778  |
| немачки             | 296    | 149      | 147  |
| румунски            | 49     | 29       | 20   |
| цигански            | 27     | 13       | 14   |
| мађарски            | 9      | 6        | 3    |
| чешки               | 4      | 3        | 1    |
| словачки            | 1      | 0        | 1    |
| укупно              | 1984   | 1020     | 964  |

#### Сурчин у оквиру Краљевине Хрватске-Славоније (1881—1918)
Петроварадинска регимента укинута је једним од аката које је цар Франц Јозеф донео 1873. године. Војна Граница је развојачена и предата Краљевини Хрватској-Славонији царским Манифестом од 15. јуна 1881. Првог августа исте године цар је управу над бившом Војном Границом предао хрватско-славонском бану. Тиме је и Сурчин постао делом Краљевине Хрватске-Славоније као једне од крунских земаља Аустро-Угарске.
За православног свештеника у Сурчину је 1882. рукоположен Јефта Матић.
Године 1888. у Сурчину је отворена друга по реду подружница Господарског друштва, чији је центар за славонске земље био у Осијеку. У питању је било друштво које је радило на унапређењу пољопривреде. У Сурчину је 1902. године основана и земљорадничка задруга., а 1908. и Српска сурчинска штедионица као задруга. Честичарска главница је износила 24.668 круна.
Године 1896. саграђена је римокатоличка црква Пресветог Тројства.
Године 1898. Сурчин је добио телефонску станицу, која је била прикључена на линију Земун-Митровица. Цена разговора била је 30 круна за 5 минута.
На Преображење (19. августа) 1906. у Сурчину је подигнут Српски дом, који је црквена општина подигла за 8000 круна. Тада је основана и ту је смештена српска читаоница, те српска земљорадничка задруга, певачко друштво и народна књижница. Године 1908. је основана и Српска сурчинска штедионица као задруга, са честичарском главницом од 24.668 круна.
Према попису из 1910, структура становништва Сурчина изгледала је овако:
| категорија        | број |
| ----------------- | ---- |
| укупно становника | 4068 |
| странци у месту   | 23   |
| мештани ван места | 72   |

| пол      | број |
| -------- | ---- |
| мушкарци | 2047 |
| жене     | 2021 |

| узраст (године) | број |
| --------------- | ---- |
| <6              | 759  |
| 6-11            | 694  |
| 12-14           | 247  |
| 15-19           | 406  |
| 20-39           | 1079 |
| 40-59           | 671  |
| >=60            | 212  |

| категорија | број |
| ---------- | ---- |
| невенчани  | 2205 |
| венчани    | 1169 |
| удовице    | 187  |
| разведени  | 7    |

| матерњи језик | број |
| ------------- | ---- |
| српски        | 2103 |
| немачки       | 1278 |
| хрватски      | 402  |
| влашки        | 50   |
| словачки      | 25   |
| мађарски      | 16   |
| други         | 104  |

| вероисповест                        | број |
| ----------------------------------- | ---- |
| православна                         | 2252 |
| евангелистичка аугзбуршке конфесије | 905  |
| римокатоличка                       | 537  |
| реформистичка                       | 363  |
| гркокатоличка                       | 9    |
| израелитска                         | 2    |

Као и велики број сремских Срба током 1914, и сурчински Срби су помагали краткотрајну контраофанзиву војске Краљевине Србије на аустроугарској територији. На основу наредбе врховног команданта војске Краљевине Србије, регента Александра Карађорђевића, Прва армија добила је задатак да између 5. и 6. септембра 1914. пређе у Срем. Прелаз се одиграо у раним часовима 6. септембра. Аустро-угарске трупе, у саставу Источног одреда, одступиле су с фронта Земун-Сурчин 9. септембра, под заштитом дунавских монитора, у правцу Старе Пазове. Војска Краљевине Србије повукла се назад преко Саве 14. новембра 1914. После повратка аустроугарске власти, 10 Сурчинаца је стрељано. Током офанзиве војске Краљевине Србије фотограф српског хотелијера Ђоке Богдановића, Самсон Чернов, снимао је дејства српске војске, али је материјале о Сурчину и околини уништио после контраофанзиве, како не би пале у руке аустроугарској војсци.
Од краја лета 1915. извршено је груписање снага Централних сила за напад на Београд. Немачки 22. резервни корпус имао је штаб у Руми, док је 43. немачка резервна дивизија била смештена на потезу Сурчин - Карловчић - Крњешевци - Добановци. Задатак немачког корпуса био је да у опсади Београда заузме Малу и Велику Циганлију. У исто време, главни положај артиљерије, са далекометним тешким топовима, постављен је на платоу Земун - Сурчин. Француска ваздушна флотила је током тог периода вршила надгледања из ваздуха. Дана 6. октобра 1915. шест дивизија Треће аустроугарске армије је почело операцију преласка Саве између Београда и Купинова. Док су трајале битке на Сави и Дунаву, сурчинска школа је адаптирана у болницу за рањенике. Аустро-угарска војска је прешла Саву 12. октобра.
Становништво Земунског котара (листом Срби) оптуживано за велеиздају било је током рата махом интернирано на подручју Вараждина, где су вршили принудни рад. Према евиденцији вараждинске болнице, у њој је 1915. било 18 интернираца из Сурчина. Сурчински интернирци на наведеној листи чине и највећу скупину. Познато је и да је један шеснаестогодишњак из Сурчина умро у реченој болници 1916. Сурчински парох Јефта Матић био је интерниран од стране аустријских власти код темишварског епископа Георгија Летића као политички сумњивац по војништву.
Како је глад 1917. и 1918. постајала све раширенија у аустријским градовима, тако су деца слата ван градова на опоравак. Око 40.000 бечке деце се опорављало на имањима подунавских Немаца 1917. аустријски хуманитарац Андреас Луц је провео сличну акцију са децом из Граца: деца су стигла преко Беча бродовима у Земун, а одатле су распоређена у Францал (немачку четврт Земуна), Сурчин, Инђију, Нову Пазову, Кулу, Пореч, Бешку и друга места.
Дунавска дивизија војске Краљевине Србије заузела је линију Сурчин-Бечмен-Ашања 7. новембра 1918.

### Савремено доба

#### Краљевина СХС - Југославија (1918—1941)
Велики народни збор у Руми, одржан 24. новембра 1918, прогласио је присаједињење Срема Краљевини Србији. Тако је Сурчин постао делом Србије. Нова држава, Краљевина Срба, Хрвата и Словенаца проглашена је 1. децембра 1918. године.
Године 1919. је сеоски начелник Сурчина, Немац, убијен од стране Срба. Због тога је немачка заједница захтевала заштиту државних власти.
Према попису из 1921, структура становништва Сурчина била је следећа:
| вероисповест | 1921 |
| ------------ | ---- |
| православних | 1631 |
| евангелика   | 836  |
| римокатолика | 591  |
| гркокатолика | 1    |
| других       | 1    |
| укупно       | 3060 |

| матерњи језик      | број |
| ------------------ | ---- |
| Срба или Хрвата    | 2141 |
| Немаца             | 808  |
| Румуна или Цинцара | 6    |
| Словенаца          | 3    |
| Чехословака        | 2    |
| Руса               | 1    |
| Мађара             | 1    |
| остало и непознато | 38   |

Наредне године у Новом Саду су Немци Баната, Бачке и Срема основали организацију Швапско-немачки Културбунд (Schwäbisch-Deutscher Kulturbund). Године 1924. сурчински Немци су се придружили Културбунду. Власти су забраниле организацију, која се угасила исте године, али је поново основана 1927. захваљујући помоћи немачке владе.
Године 1928. основан је Фудбалски клуб "Јединство".
Сурчин је, као општина Земунског среза, прво био део Сремске жупаније, затим Сремске области 1922-29. Административном реорганизацијом Краљевине, која је променила име у Југославија, Сурчин је 1929. постао делом Дунавске бановине. Исте године је Сурчин електрифициран.
Према попису из 1931, структура становништва Сурчина била је следећа:
| вероисповест                      | број |
| --------------------------------- | ---- |
| православних                      | 1760 |
| евангелика                        | 1035 |
| римокатолика                      | 674  |
| осталих хришћана                  | 28   |
| муслимана                         | 3    |
| друге конфесије или без конфесије | 2    |

Срби су 1935. основали земљорадничку набављачко-продавачку задругу, којој су се затим придружили и Хрвати, што је био "први пут у историји Сурчина" да су се Срби и Хрвати нашли на заједничком послу.
Председник општине Сурчин 1936. је смењен, због тога што је саветовао грађанима немачке националности да гласају за Хрватску сељачку странку Влатка Мачека. Године 1938. основана је римокатоличка жупа Сурчин, издвајањем од римокатоличке жупе Земун.
Здравствена станица у Сурчину је подигнута 1938. До 1940. завршени су радови на повишењу насипа на Галовици.
Према плану одбране у Априлском рату, област Рума-Стара Пазова-Сурчин је требало да запоседне Унска дивизија Војске Краљевине Југославије, мобилисана на простору Сиска, Бихаћа и Бањалуке, предвођена дивизијским генералом Гаврилом М. Маринковићем. Ипак, пошто је немачка војска стигла до Београда пре Унске дивизије, ова је преусмерена на Крушевац.

#### Сурчин у НДХ (1941—1944)
Сурчин је 10. априла 1941. постао делом Независне државе Хрватске. Срем је смештен у Велику жупу Вука.
Дана 22. новембра 1941. расформирана је територијална ћелија СКОЈ-а Доњи град. Дана 12. децембра исте године је Срески комитет као партијског инструктора за Сурчин упутио бившег секретара ћелије Доњи Град, Драгана Рајнића (Рајнпрехта). Припрему за то је обављао у Земуну, у Улици цара Душана бр. 163.
Према једном списку са краја 1942, Независна држава Хрватска организовала је жупу Хрватске православне цркве у сремским местима, укључћи и Сурчин.
Према подацима Музеја жртава геноцида, Сурчин је имао следећу структуру жртава у Другом светском рату:
| етничка припадност | број |
| ------------------ | ---- |
| Срби               | 759  |
| Словаци            | 41   |
| Роми               | 27   |
| Хрвати             | 10   |
| Мађари             | 2    |
| остали             | 18   |
| укупно             | 857  |

У склопу партизанских напада на железничке пруге у северозападној НДХ током маја-јуна 1943. године, запаљена је железничка станица са свим уређајима између Сурчина и Добановаца 16. маја 1943.
На вести о совјетском и партизанском напредовању, лутерански луте Ломан (Lohmann) је повео скоро сву немачку популацију из Сурчина. Колона је кренула 5. октобра 1944. у 05:00 ујутру, на Бежанију, одакле је кренула за Нову Пазову. Одатле до коначног одредишта, Линца, пут је трајао четири недеље.
Приликом немачке одбране Београда, 13. октобра 1944. је командант немачких снага у Београду, генерал Вилхелм Шнекенбургер, смртно рањен у борбама код Авале. Њега је фиктивно наследио генерал Фридрих Штефан, а стварно командант Армијске групе „Србија”, генерал Фибер. Генерал Фибер је 14. октобра пренео своје командно место из Београда у Сурчин, па потом у Руму. По форсирању Саве код Обреновца, јединице 12. ударног корпуса НОВЈ су предузеле надирање ка Руми, ослободивши Сурчин и околна села 22. октобра 1944.
Становништво Сурчина нашло се међу онима који су запрежним колима очистили рушевине аеродрома у Земуну, чиме је 27. октобра аеродром коначно постао оперативан.

#### Сурчин у социјалистичкој Југославији
Непосредно после Другог светског рата, Сурчин је као део Земунског среза укључен у Аутономну покрајину Војводина. Главни извршни одбор покрајине је 1950. донео одлуку о оснивању осмогодишње основне школе на српском језику. Ова школа је 1958. понела име "Вук Караџић".
Административно-територијалном организацијом 1955. године Сурчин је искључен из Аутономне покрајине Војводина прикључен београдском административном подручју. Током 1957. Општини Сурчин припојене су општине Добановци и Бољевци, што је праћено и изградњом нових путева.
Током лета 1957. изграђени су улични плато и сквер за пристајање аутобуса на центру села. Крајем 1957. пуштена је у рад и прва аутобуска линија ка Бежанији, линија 43.  Током 1956 и 1957. изграђено је и забавиште.
Године 1958. основан је и Шаховски клуб "Младост".
Библиотека у Сурчину, огранак библиотеке у Земуну, основана је 1959. Данас носи име "Свети Сава".
У периоду између 1958. и 1962. надомак Сурчина изграђен је Аеродром Београд (од 2006. Аеродром Никола Тесла). Отворен је 28. априла 1962. Године 1968. одлучено је да се у склоп Аеродрома Београд премести и Музеј ваздухопловства. Музеј ваздухопловства изграђен је по нацрту сарајевског архитекте Ивана Штрауса. Свој коначни изглед Музеј ваздухопловства добио је 1991. године.
Дом народног здравља у Сурчину је отворен 1964. године, када је и повећан број педијатара због компаративно највишег морталитета деце на простору Београда. Наредне године формиран је и центар за мајку и дете ради борве против морталитета и морбидитета деце. Комбинована дечја јединица при дому са 120 места је изграђена 1977.
Током 1964. почели су радови на изградњи система за снабдевање водом преко црпне станице на Бежанијској Коси. Аутоматска телефонска централа подигнута је при пошти 1965.
Новом реорганизацијом 1965. Општина Сурчин припојена је Општини Земун.
До 1967. у Сурчину је основношколска настава функционисала у 7 ненаменских објеката. Тада је одлуком Скупштине општине Земун изграђена нова зграда за Основну школу "22. октобар", основану издвајањем из ОШ "Вук Караџић", за 1.250 ученика на теренима Фудбалског клуба Јединство, који је остао без одговарајуће замене. Нова зграда за старију основну школу изграђена је 1973.
Током 1976. основано је аматерско Културно уметничко друштво "Душан Вукасовић - Диоген". Први концерт је одржан у згради Дома културе, намењен логорашима Другог светског рата.
Сурчин је 1978. добио нови, проширени пут према Лединама, а на тај пут је надовезан и пут за Аеродром Београд 1989.
Због пожара у ком је страдала зграда ОШ "22. октобар", од 1993. настава за обе школе се одвијала у згради ОШ "Вук Караџић" све до 2005.

#### Сурчин 1991.—данас
После неколико формалних иницијатива започетих још 1991, и након Скупштине Града Београда из 2002, Сурчин је 2004. године постао седиште нове општине.
Током 1996. је извршена реновација зграде амбуланте.
У новембру 2018. освећена је црква Светог апостола Матеја у Сурчину. Августа 2023. отпочет је рад на изградњи трећег православног храма.
Од априла 2024. у Сурчину постоји позориште, у Војвођанској улици 79, у згради Општине.

## Познате личности
Према неким изворима у Сурчину је рођен Стефан Радичевић (по другима рођен је у Руми), стриц Бранка Радичевића. Прешавши у Књажевство Српско, Стефан Радичевић је постао главни секретар Совјета, један од петорице чланова Великог суда (1837) и попечитељ правде и просвете (јун 1840 - септембар 1842). Био је први председник Друштва српске словесности. Након Вучићеве буне, Стефан Радичевић је напустио Србију да би се вратио 1859. године. Иако није учествовао у Српској револуцији 1848—1849. године, он је објавио 1849. године Проект устава за Војводовину србску са државнословним примедбама.
Основну школу у Сурчину завршио је Милан П. Костић (1895—1964), будући шеф библиотеке Државног архива у Београду. Милан П. Костић је прикупљао грађу о уништеним споменицима у Срему и написао број значајних чланака пре и после Другог светског рата. У Матици српској остала је његова аутобиографија.
У Сурчину је рођен Душан Тодоровић (1875—1963), професор руског језика на Токијском институту за стране језике (данас Токијски универзитет за стране језике) у периоду између 1909. и 1940. године.

## Географија

### Положај
Сурчин је смештен на јужном ободу Панонске низије, уз реку Саву. Сурчин је део најзападнијег дела равничарског простора Града Београда.
У близини насеља или кроз насеље пролазе Европски пут Е70 (тачније његов део Ауто-пут А3), Ауто-пут А2 (као део Европских путева Е761 и Е763), Обилазница око Београда, Београдски железнички чвор. Река Сава, као пловна, пружа могућност развоја речног саобраћаја. За развој пловидбе способни су и унутрашњи канали, између насеља и Саве.

### Клима
Сурчин припада зони умерено-континенталне климе, коју карактеришу кратко и кишовито пролеће, те јесен с дужим сунчаним интервалима и топлим периодима.

## Демографија
У насељу Сурчин живи 11069 пунолетних становника, а просечна старост становништва износи 37,2 година (36,3 код мушкараца и 38,1 код жена). У насељу има 4318 домаћинстава, а просечан број чланова по домаћинству је 3,31.
Ово насеље је углавном насељено Србима (према попису из 2002. године).
|             | \| Демографија[140] \| Демографија[140] \| Демографија[140] \| \| Година \| Становника \| Становника \| \| ---------------- \| ---------------- \| ---------------- \| \| 1948. \| 3.487 \| \| \| 1953. \| 3.599 \| \| \| 1961. \| 6.160 \| \| \| 1971. \| 10.654 \| \| \| 1981. \| 12.575 \| \| \| 1991. \| 12.264 \| 11.849 \| \| 2002. \| 14.292 \| 14.648 \| \| 2011. \| 18.205 \| \| \| 2022. \| 20.602 \| \| |            |
| Демографија | |            |
| Година      | Становника | Становника |
| 1948.       | 3.487 |            |
| 1953.       | 3.599 |            |
| 1961.       | 6.160 |            |
| 1971.       | 10.654 |            |
| 1981.       | 12.575 |            |
| 1991.       | 12.264 | 11.849     |
| 2002.       | 14.292 | 14.648     |
| 2011.       | 18.205 |            |
| 2022.       | 20.602 |            |

| Етнички састав према попису из 2002.‍ | Етнички састав према попису из 2002.‍ | Етнички састав према попису из 2002.‍ | Етнички састав према попису из 2002.‍ | Етнички састав према попису из 2002.‍ |
| ------------------------------------ | ------------------------------------ | ------------------------------------ | ------------------------------------ | ------------------------------------ |
|                                      |                                      |                                      |                                      |                                      |
| Срби                                 | Срби                                 |                                      | 12.358                               | 86,46%                               |
| Роми                                 | Роми                                 |                                      | 702                                  | 4,91%                                |
| Хрвати                               | Хрвати                               |                                      | 377                                  | 2,63%                                |
| Југословени                          | Југословени                          |                                      | 79                                   | 0,55%                                |
| Црногорци                            | Црногорци                            |                                      | 75                                   | 0,52%                                |
| Македонци                            | Македонци                            |                                      | 45                                   | 0,31%                                |
| Муслимани                            | Муслимани                            |                                      | 43                                   | 0,30%                                |
| Словаци                              | Словаци                              |                                      | 17                                   | 0,11%                                |
| Албанци                              | Албанци                              |                                      | 14                                   | 0,09%                                |
| Мађари                               | Мађари                               |                                      | 10                                   | 0,06%                                |
| Словенци                             | Словенци                             |                                      | 9                                    | 0,06%                                |
| Румуни                               | Румуни                               |                                      | 4                                    | 0,02%                                |
| Немци                                | Немци                                |                                      | 4                                    | 0,02%                                |
| Украјинци                            | Украјинци                            |                                      | 3                                    | 0,02%                                |
| Руси                                 | Руси                                 |                                      | 1                                    | 0,00%                                |
| Бошњаци                              | Бошњаци                              |                                      | 1                                    | 0,00%                                |
| непознато                            | непознато                            |                                      | 284                                  | 1,98%                                |

| \| \| м \| \| \| ж \| \| ? \| 42 \| \| \| 39 \| \| 80+ \| 64 \| \| \| 106 \| \| 75—79 \| 81 \| \| \| 172 \| \| 70—74 \| 222 \| \| \| 280 \| \| 65—69 \| 396 \| \| \| 442 \| \| 60—64 \| 395 \| \| \| 444 \| \| 55—59 \| 308 \| \| \| 319 \| \| 50—54 \| 462 \| \| \| 464 \| \| 45—49 \| 584 \| \| \| 556 \| \| 40—44 \| 580 \| \| \| 578 \| \| 35—39 \| 545 \| \| \| 542 \| \| 30—34 \| 478 \| \| \| 497 \| \| 25—29 \| 486 \| \| \| 519 \| \| 20—24 \| 519 \| \| \| 489 \| \| 15—19 \| 558 \| \| \| 515 \| \| 10—14 \| 500 \| \| \| 431 \| \| 5—9 \| 437 \| \| \| 472 \| \| 0—4 \| 403 \| \| \| 367 \| \| Просек : \| 36,3 \| \| \| 38,1 \| |      |  |  |      |
| |      |  |  |      |
| | м    |  |  | ж    |
| ? | 42   |  |  | 39   |
| 80+ | 64   |  |  | 106  |
| 75—79 | 81   |  |  | 172  |
| 70—74 | 222  |  |  | 280  |
| 65—69 | 396  |  |  | 442  |
| 60—64 | 395  |  |  | 444  |
| 55—59 | 308  |  |  | 319  |
| 50—54 | 462  |  |  | 464  |
| 45—49 | 584  |  |  | 556  |
| 40—44 | 580  |  |  | 578  |
| 35—39 | 545  |  |  | 542  |
| 30—34 | 478  |  |  | 497  |
| 25—29 | 486  |  |  | 519  |
| 20—24 | 519  |  |  | 489  |
| 15—19 | 558  |  |  | 515  |
| 10—14 | 500  |  |  | 431  |
| 5—9 | 437  |  |  | 472  |
| 0—4 | 403  |  |  | 367  |
| Просек : | 36,3 |  |  | 38,1 |

| Година пописа     | 1948. | 1953. | 1961. | 1971. | 1981. | 1991. | 2002. |
| ----------------- | ----- | ----- | ----- | ----- | ----- | ----- | ----- |
| Број домаћинстава | 819   | 938   | 1.780 | 3.020 | 3.645 | 3.366 | 4.318 |

| Број чланова      | 1   | 2   | 3   | 4     | 5   | 6   | 7  | 8  | 9  | 10 и више | Просек |
| ----------------- | --- | --- | --- | ----- | --- | --- | -- | -- | -- | --------- | ------ |
| Број домаћинстава | 556 | 911 | 880 | 1.147 | 472 | 237 | 74 | 17 | 15 | 9         | 3,31   |

| Пол    | Укупно | Неожењен/Неудата | Ожењен/Удата | Удовац/Удовица | Разведен/Разведена | Непознато |
| ------ | ------ | ---------------- | ------------ | -------------- | ------------------ | --------- |
| Мушки  | 5.720  | 1.774            | 3.562        | 207            | 160                | 17        |
| Женски | 5.962  | 1.308            | 3.616        | 809            | 213                | 16        |
| УКУПНО | 11.682 | 3.082            | 7.178        | 1.016          | 373                | 33        |

| Пол    | Укупно                    | Пољопривреда, лов и шумарство | Рибарство                            | Вађење руде и камена | Прерађивачка индустрија       |
| ------ | ------------------------- | ----------------------------- | ------------------------------------ | -------------------- | ----------------------------- |
| Мушки  | 2.692                     | 165                           | 0                                    | 5                    | 732                           |
| Женски | 2.015                     | 71                            | 0                                    | 8                    | 419                           |
| Укупно | 4.707                     | 236                           | 0                                    | 13                   | 1.151                         |
|        |                           |                               |                                      |                      |                               |
| Пол    | Производња и снабдевање   | Грађевинарство                | Трговина                             | Хотели и ресторани   | Саобраћај, складиштење и везе |
| Мушки  | 44                        | 196                           | 453                                  | 66                   | 467                           |
| Женски | 10                        | 36                            | 415                                  | 90                   | 138                           |
| Укупно | 54                        | 232                           | 868                                  | 156                  | 605                           |
|        |                           |                               |                                      |                      |                               |
| Пол    | Финансијско посредовање   | Некретнине                    | Државна управа и одбрана             | Образовање           | Здравствени и социјални рад   |
| Мушки  | 10                        | 125                           | 190                                  | 53                   | 67                            |
| Женски | 47                        | 112                           | 114                                  | 141                  | 313                           |
| Укупно | 57                        | 237                           | 304                                  | 194                  | 380                           |
|        |                           |                               |                                      |                      |                               |
| Пол    | Остале услужне активности | Приватна домаћинства          | Екстериторијалне организације и тела | Непознато            | Непознато                     |
| Мушки  | 91                        | 0                             | 1                                    | 27                   | 27                            |
| Женски | 79                        | 7                             | 1                                    | 14                   | 14                            |
| Укупно | 170                       | 7                             | 2                                    | 41                   | 41                            |